# Evangelisti della cappella Capponi

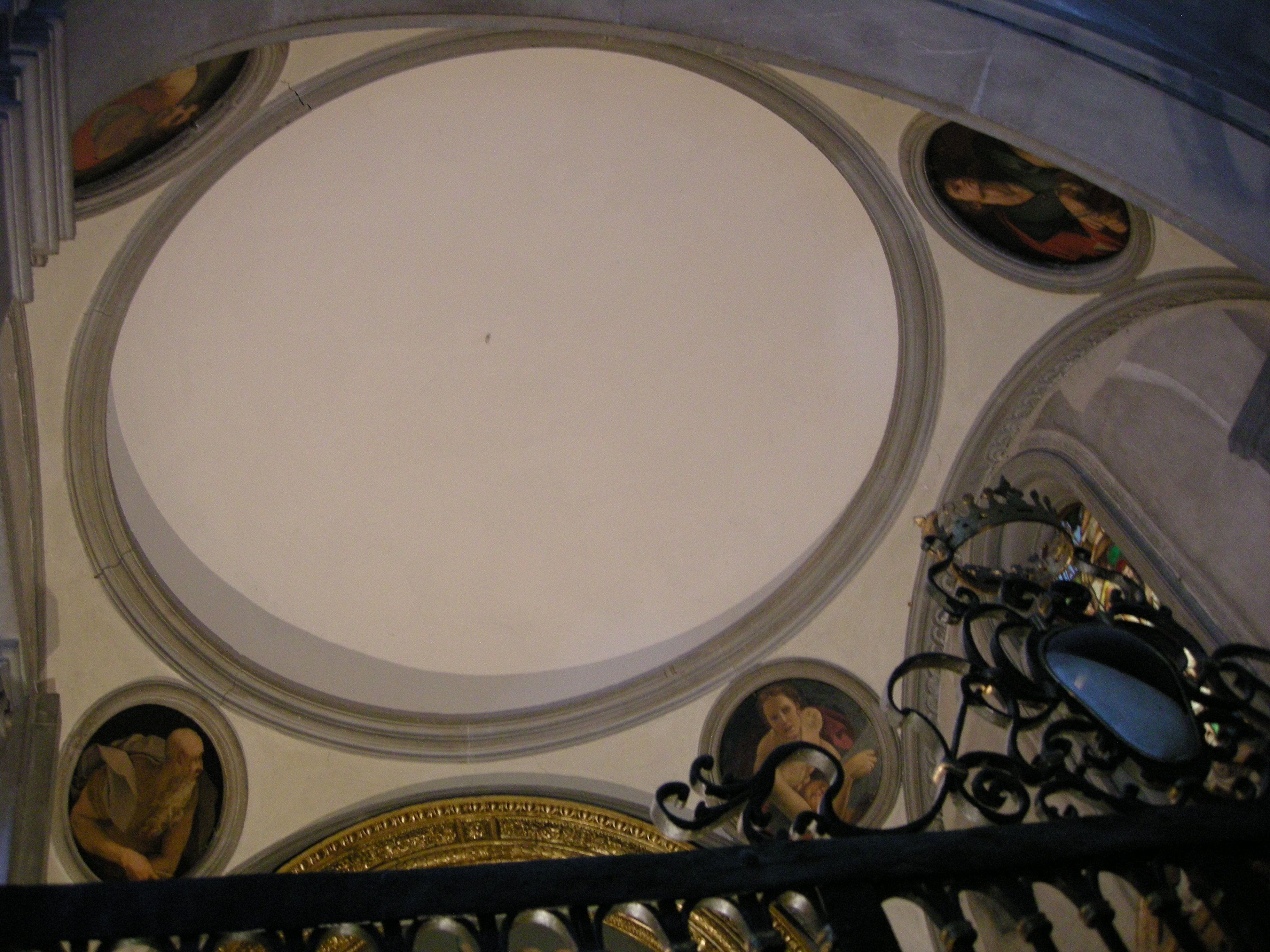
I quattro tondi

Gli Evangelisti della cappella Capponi sono quattro tondi a olio su tavola (diametro 70 cm ciascuno) di Pontormo e Bronzino, databili al 1525-1526 circa e conservati nei pennacchi della cupoletta della Cappella Capponi nella chiesa di Santa Felicita a Firenze.

## Storia
Nel 1525 Ludovico Capponi affidò a Pontormo la decorazione della cappella appena acquistata in Santa Felicita, situata in Oltrarno a poca distanza dal suo palazzo e destinata ad essere convertita in cappella funebre per sé e la sua famiglia. Nella cupoletta di architettura brunelleschiana affrescò un Dio Padre perduto, del quale ci dà nota Vasari, sull'altare la notissima Deposizione e sulla parete ovest l'Annunciazione.

## Descrizione e stile
I quattro tondi con gli Evangelisti mostrano le figure a mezzo busto, in pose insolite e ricercate, spesso sporgenti in avanti, con innegabili debiti michelangioleschi (si pensi ai Veggenti della Sistina), trasfigurati però in qualcosa di più insolito e ricercato, sicuramente mai visto prima a Firenze. Lo sfondo scuro fa risaltare le possenti torsioni dei corpi e gli ampi panneggi colorati che, gonfiandosi in maniera irreale, li avvolgono.
Ciascuno di loro è riconoscibile per attributi iconografici molto sintetici ed è girato verso un elemento topico della cappella.
L'attribuzione a Pontormo o Bronzino di ciascun tondo è una questione molto controversa, non ancora del tutto sbrogliata. Vasari ricordò come il maestro più anziano, Pontormo, fece fare all'allievo un solo tondo, contraddicendosi poi più avanti, dove riferisce di due. Sicuro appare solo che il San Giovanni sia di Pontormo, per la materia pittorica più eterea, mentre San Matteo è quasi certamente del Bronzino. Sugli altri due si sono registrati più tentennamenti nella critica: gli studi novecenteschi attribuiscono San Luca a Bronzino e San Matteo a Pontormo, ma in occasione della mostra del 2010 a Palazzo Strozzi si è sostenuta la paternità di Bronzino per entrambi.
Nonostante le lievi differenze stilistiche, è chiaro come essi facciano parte di un programma unitario, come testimonia l'incrociarsi dei loro sguardi verso elementi fondamentali della decorazione della cappella.
| IMG | Evangelista  | Attribuzione | Note |
| --- | ------------ | ------------ | --- |
|     | San Giovanni | Pontormo     | San Giovanni, il più anziano, si riconosce dalla lunga barba bianca, dal cranio pelato e il volto pelato, sebbene il corpo seminudo, avvolto solo da un vaporoso velo giallo e violaceo, è giovane e muscoloso. Reggendo in mano la penna per la scrittura si piega in avanti sugli avambracci, poggiando su un libro aperto (probabilmente l'Apocalisse) e ruota il capo verso destra, come a guardare la Vergine nell'Annunciazione. Il tenue violetto del drappo svolazzante nell'aria, che gli sfiora le spalle, appare come una nota tipicamente pontormesca, compatibile appieno con i drappi della Deposizione. La forza espressiva e la plasticità emergente pure rimandano alle opere del maestro più anziano, così come la pennellata fluida e febbrile, che smorza la luce. |
|     | San Matteo   | Bronzino     | San Matteo si riconosce per la presenza dell'angelo, un cherubino che sporge con una sola ala dal bordo inferiore, guardando verso l'evangelista e restando semicoperto dal suo gomito. Matteo ha infatti il braccio poggiato sul bordo e piegato per reggere il libro del suo Vangelo, mentre il busto snello è proiettato in avanti, con tanto di scorcio, scoprendo le spalle nude. La testa è alzata e guarda direttamente lo spettatore che si affaccia nella cappella. Un drappo violetto balena dal fondo scuro e incornicia, curvandosi, la figura dell'evangelista. Tra le quattro figure sicuramente è quella dal taglio più statuario, con un trattamento più algido dell'epidermide e una ricerca di bellezza formale più classica nel volto, che a un primo sguardo potrebbe anche apparire femmineo. Si tratta di caratteristiche che ne fanno quasi sicuramente opera del Bronzino. Gli occhi dell'evangelista, in base alle ultime analisi scientifiche, dovevano essere inizialmente rivolti verso l'alto. |
|     | San Luca     | Bronzino?    | Il bue, simbolo dell'evangelista Luca, compare dietro la sua figura emergendo dal buio, con metà del muso e un occhio. San Luca è ritratto con davanti a sé il libro e con la penna alla mano, mentre solleva lo sguardo rivolgendolo a dove doveva trovarsi il perduto Dio Padre ad affresco. Egli è vestito di una casacca verde abbottonata, con maniche corte e a sbuffo, sotto le quali compaiono maniche più chiare e la camicia bianca arricciata ai polsini; il collo è nudo e virilmente scultoreo, mentre la mano sinistra sta piegata mollemente sul braccio destro, come per fermare l'andamento di un drappo rosso che avvolge la sua intera figura, una nota di contrasto cromatico che accende la luminosità del tondo. La stesura compatta del colore farebbe pensare alla mano del Bronzino. |
|     | San Marco    | Bronzino?    | San Marco è riconoscibile per esclusione nel giovane con la barba castana che, con un gomito poggiato sul libro che sta scrivendo, alza lo sguardo in avanti come a guardare il Cristo nella pala davanti a sé. Indossa una casacca rosso-arancio con effetti cangianti e molto scollata, che lascia intravedere la camicia sottostante di un bianco dai riflessi azzurri, visibile anche arricciata lungo la manica in modo da lasciare scoperto l'avambraccio. |